# Compagnie royale de la mer du Sud
La Compagnie royale de la mer du Sud fut fondée en 1698 par Noël Danycan (1651-1731), seigneur de l'Épine pour ouvrir au commerce français les côtes du Chili et du Pérou, sur l'océan Pacifique, alors appelé mers du Sud, où se trouvaient les riches possessions minières de l'empire espagnol.
Noël Danycan (1651-1731), seigneur de l'Épine, était alors le puissant commanditaire de la Compagnie des Indes et l'une des plus importantes fortunes du royaume, car il était l'un des principaux corsaires de Saint-Malo. Armateur rusé et ambitieux, il observait le retour de ses navires du haut de la tour de la malouinière de la Verderie, qui avait été construite à Saint-Servan, près de Saint-Malo, au XVIIe siècle.
La Compagnie royale de la mer du Sud, également appelée Compagnie royale de la mer Pacifique, ne doit pas être confondue avec la Compagnie des mers du Sud, société de commerce au long cours fondée en 1711 en Angleterre par le Britannique Robert Harley (alors chef du parti Tory).
Toutes les deux ont été précédées par le lancement en 1696 par William Paterson du projet Darién, tentative de développer le commerce sur les deux océans à partir de l'isthme de Panama, qui a reçu un large succès en Écosse mais s'est terminée par un fiasco en 1700 face à l'opposition militaire des espagnols.
Les fondateurs de ces trois compagnies ont tablé sur l'attrait spéculatif suscité par les récits des corsaires et flibustiers qui se multiplient au moment du rendez-vous de l'île d'Or, au milieu des années 1680 mais mettent une dizaine d'années à parvenir au public, que temps que leurs auteurs, Lionel Wafer et William Dampier reviennent en Europe et se décident à écrire puis faire éditer ou même traduire leurs récits.
Les premiers navigateurs de la mer du Sud préférèrent passer par le détroit de Magellan, grâce au recours à des pilotes fortement rétribués. Jacques Gouin de Beauchêne, capitaine du Phelypeaux, navigua dans le détroit de Magellan en 1699, mais en 1703, le capitaine Alain Porée, parfois confondu avec son frère Charles Porée sera le premier Français à affronter le cap Horn d'est en ouest. Perrée du Coudray mènera de 1703 à 1708 deux expéditions dans les mers du Sud, et découvrira au retour une petite île à laquelle il donnera le nom de Noël Danycan.